# Tidestromia carnosa
Tidestromia carnosa là loài thực vật có hoa thuộc họ Dền. Loài này được (Steyerm.) I.M. Johnst. miêu tả khoa học đầu tiên năm 1943.